# Suomensalo (ö, lat 61,24, long 27,56)
Suomensalo är en ö i Finland. Den ligger i sjön Kuolimo och i kommunen Savitaipale i den ekonomiska regionen  Villmanstrands ekonomiska region  och landskapet Södra Karelen, i den södra delen av landet, 180 km nordost om huvudstaden Helsingfors. Öns area är 1,8 kvadratkilometer och dess största längd är 3 kilometer i nord-sydlig riktning.